# Rheineck
Rheineck é uma comuna da Suíça, no Cantão São Galo, com cerca de 3.266 habitantes. Estende-se por uma área de 2,18 km², de densidade populacional de 1.498 hab/km². Confina com as seguintes comunas: Gaißau (AT - 8), Lutzenberg (AR), Sankt Margrethen, Thal, Walzenhausen (AR).
A língua oficial nesta comuna é o Alemão.